# Cohenit
Cohenit je přírodní minerál s chemickou strukturou (Fe, Ni, Co)3C. Je to tvrdý, lesklý, stříbřitý minerál pojmenovaný E.Weinschenkem v roce 1889 po německém mineralogovi Emilu Cohenovi, který tento minerál jako první analyzoval a popsal. Cohenit se nachází v podlouhlých krystalech v železných meteoritech.
Na Zemi je cohenit stálý pouze ve skalách, které utvořily silně redukční prostředí a obsahují původní naleziště železa. Takovéto podmínky existovaly na některých místech, kde horké magma napadlo naleziště uhlí, například na ostrově Disko v Grónsku, nebo v Bühlu nedaleko Kasslu v Německu.
Podobné karbidy železa se vyskytují také v technických slitinách železa a nazývají se cementity.